# 尾白川
尾白川（おじらがわ）は、山梨県の北杜市を流れ釜無川に注ぐ一級河川。河川は白州・尾白川として、1985年（昭和60年）名水百選のひとつに選定された。

## 由来
古より白州の山中に白黒で尾が白い神馬が住んでいてその霊験は白と黒（善と悪）を明らかにした。人界を律する神馬が住む霊境を源とする川であることから尾白川と呼ばれている。

## 概要
甲斐駒ヶ岳の古来の登山道黒戸尾根ルートの七丈小屋上流の北東の沢から源流が表流し、鋸岳の稜線下の、同じく源流である本沢と合流し、尾白川渓谷を形成し甲斐駒ヶ岳の黒戸尾根ルートの登山口である竹宇駒ヶ岳神社から扇状地を形成し釜無川に合流する。

## 尾白川渓谷
尾白川上流の渓谷である。渓谷には、千ヶ淵、旭滝、百合ケ渕、神蛇滝、不動滝等の渕や滝が多くある。特に神蛇滝は釜を作りながら3段になって流れ落ちる美しい姿で知られ、渓谷の一番の見どころとなっている。 渓谷沿いには、一周約3時間の遊歩道が整備されておりトレッキングが楽しめる。

### アクセス
- 鉄道：JR中央本線長坂駅、小淵沢駅、日野春駅からタクシーで30分[3]
- 自家用車：中央自動車道須玉ICから約30分　渓谷入口に無料駐車場あり[3]